# Ana Martinez
Ana Martinez del Valle, känd som Ana Martinez, född 6 november 1945 i Buenos Aires, Argentina, är en svensk journalist, författare och krönikör. Ana Martinez medverkade under många år som krönikör i främst Svenska Dagbladet och Sveriges Radio och blev känd för svenska folket genom sin medverkan i Jacob Dahlins TV-program Jacobs stege 1985–1988.